# Zaplanik
Zaplanik (Запланик) è un centro abitato della Bosnia ed Erzegovina, compreso nel comune di Ravno.